# C11H12O
化学式C11H12O（摩尔质量：160.21 g/mol）可以指：
- 环丁基苯基甲酮，CAS号：5407-98-7
- 1-苯并环庚酮，CAS号：826-73-3
- 2-甲基-1-四氢萘酮，CAS号：1590-08-5
- 4-甲基-1-四氢萘酮，CAS号：19832-98-5
- 1-苯基-4-戊烯-1-酮，CAS号：3240-29-7
- 4-苄氧基-1-丁炔，CAS号：22273-77-4

|  | 这个同类索引页列出了具有相同分子式的化学物（即同分異構體）条目。 除非您是有意链接至本页，否则应将相应条目的内部链接指向正确的条目。 |